# Nymula satyroides
Nymula satyroides är en fjärilsart som beskrevs av Percy I. Lathy 1932. Nymula satyroides ingår i släktet Nymula och familjen Riodinidae. Inga underarter finns listade i Catalogue of Life.